# Kurenai Yuhi
Kurenai er en fiktiv person i den japanske Anime serie Naruto. Hun er Sensei (læremester) for Hinata Hyuuga, Kiba Inuzuka, og Shino Aburame. Hun har røde øjne, langt krøllet sort håt, og har en kjole lavet af et stykke langt stof. Hun er hemmeligt forelsket i Asuma Sarutobi (sensei) og det gælder begge veje. Det ender også med at hun bliver gravid, hvor Asuma er faderen. Hun er også kendt for at være en af de bedste i genjutsu i hele Konoha gakure.
| Anime- eller mangafigur | Spire Denne artikel om en anime- og/eller mangafigur er en spire som bør udbygges. Du er velkommen til at hjælpe Wikipedia ved at udvide den. |